# ノンブラリ
ノンブラリは、東京都を中心に活動する日本のバンド。

## 概要・来歴
2010年に結成され、2012年から下北沢や渋谷を中心に本格的なライブを展開。
2014年3月、イベント「RINGOOO A GO-GO ゴーゴーアワード」でグランプリ獲得。
2015年2月1日のライブをもち、サカイが脱退。
同年10月6日、サポートメンバーだったナオハイダが、正式加入したことを発表。

## メンバー
- 山本きゅーり（やまもときゅーり）
  - ボーカル、キーボードを担当。
- 鷲見俊輔（すみしゅんすけ）
  - ギター、ボーカルを担当。
- 山口実篤（やまぐちさねあつ）
  - ドラムス、パーカッション、ボーカルを担当。
- ナオハイダ（なおはいだ）
  - ベースを担当。
  - サカイ卒業後にサポートメンバーとして参加、2015年10月6日に正式加入[1]。

### 旧メンバー
- サカイユウスケ（さかいゆうすけ）
  - ベースを担当。2015年2月1日に脱退。

## ディスコグラフィ

### シングル
1. 凪（2019年5月30日）
2. 美しい日々（2019年6月30日）
3. ミモザとコーヒー（2020年2月29日）

### アルバム
1. Lily yarn（2013年9月25日）
2. HOMETOWN（2015年10月14日）
3. SOUND TRACK（2017年6月10日）
4. 生活賛歌 (2021年10月20日)

## タイアップ
| 曲名             | タイアップ先                                                 |
| ---------------- | ------------------------------------------------------------ |
| Twinkle          | テレビ東京 音流～On Ryu～2013.11月度EDテーマ曲               |
| FANFARE          | NHK徳島放送局『とく6徳島』内「ぶら★キャン」コーナー テーマ曲 |
| ミモザとコーヒー | 「桃色探訪」オープニング主題歌                               |